# Wilhelm Otto Peters
Wilhelm Otto Peters (* 17. August 1851 in Kristiana (heute Oslo); † 18. November 1935 in Drøbak) war ein norwegischer Maler, Illustrator und Grafiker.

## Leben
Wilhelm Otto Peters wurde in Oslo als Sohn von Carl Peters (1819–1875) und Maren Olsen geboren. Peters studierte von 1867 bis 1870 Zeichnen bei David Arnesen und Johan Fredrik Eckersberg. Als Illustrator erregte er die Aufmerksamkeit Karls IV., der ihm von 1871 bis 1873 ein Studium an der Königlichen Kunstakademie in Stockholm ermöglichte. Anschließend ging Peters nach Rom, wo er von 1873 bis 1876 bei Antonio Piccinni studierte. Seine künstlerische Ausbildung schloss er nach Aufenthalten in München und Paris 1880 ab. In diesem Jahr heiratete er erstmals.
Während seines Aufenthalts in Paris hatte ihn der französische Naturalismus fasziniert. Anfang der 1880er Jahre verkehrte Peters eng mit den Skagen-Malern. Er lernte in Skagen Michael Ancher, Anna Ancher, Christian Krohg und Peder Severin Krøyer kennen. Peters war einer der ersten Skagen-Maler, der Fischer im dortigen Gasthof malte, ein Thema, das später von Michael Ancher und Krøyer aufgegriffen wurde. 1885 wurde Peters zum Oberlehrer der Staatlichen Handwerk- und Kunstgewerbeschule in Kristiana ernannt, eine Position, die er bis 1923 innehatte.
Peters hielt sich häufig im Ausland auf und nahm mit seinen Werken an zahlreichen Ausstellungen teil. 1909 heiratete er die Malerin Loui Naiçi Frederiksen. Neben seinen Gemälden und Radierungen schuf er Buntglasfenster, darunter 1910 jene für den Dom St. Olav in Oslo. Peters veröffentlichte außerdem Zeichnungen in ausländischen Zeitschriften, u. a. in Le Monde illustré und The Graphic. Im Jahr 1912 heiratete er Sussi Jansen (1874–1932).

## Bilder

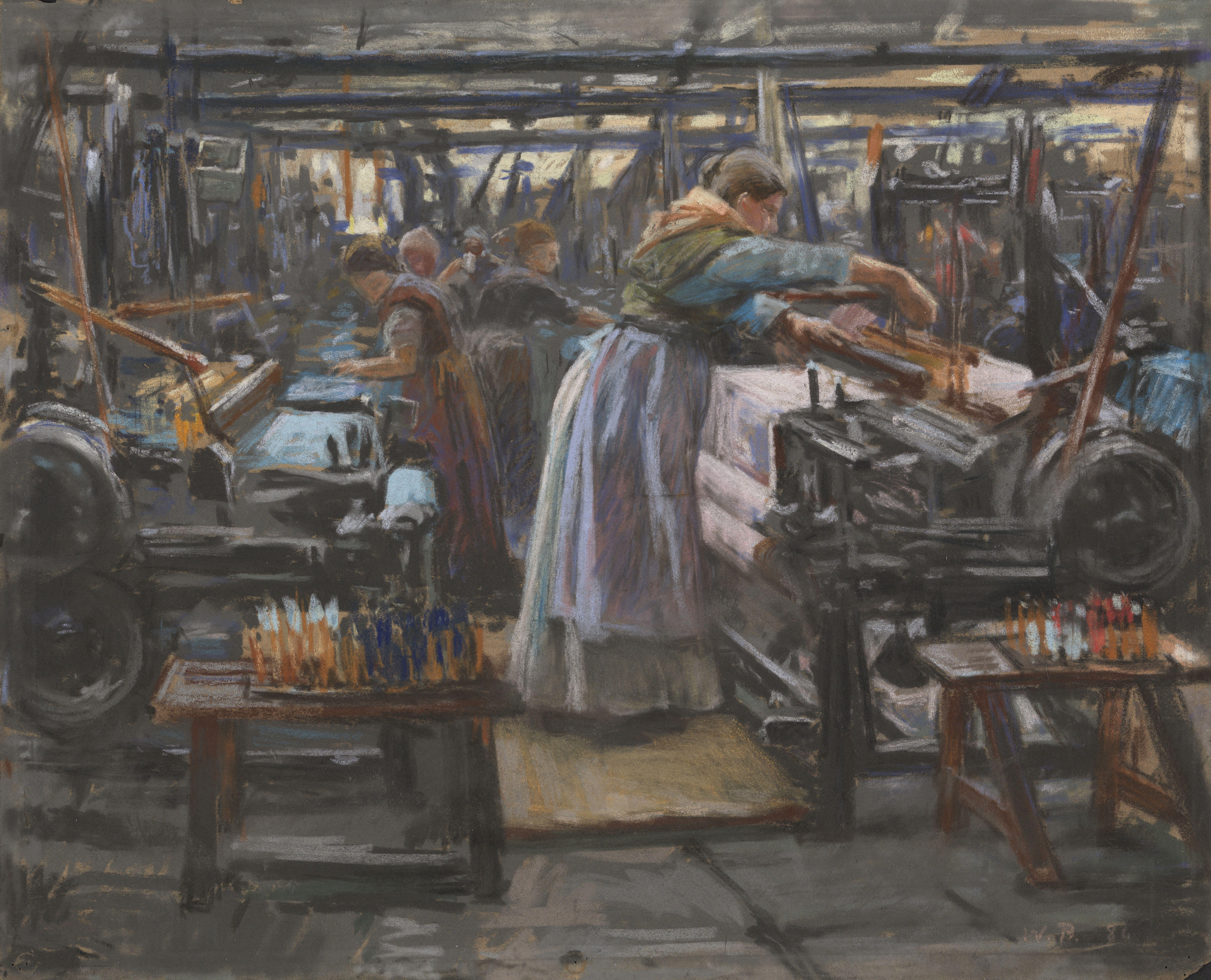
Fra Hjula Veveri, 1886, Pastell auf Papier, 52 × 42 cm, Nationalmuseum Oslo
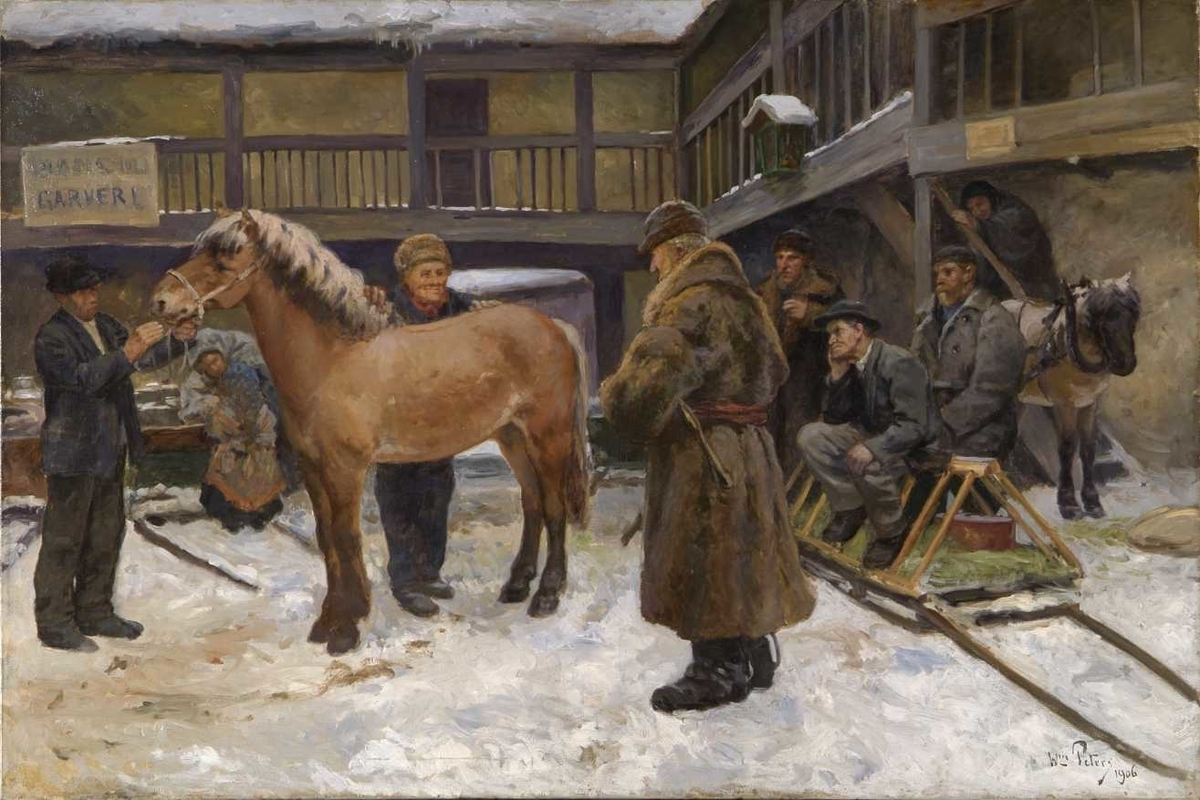
Brugata 6, 1906,  Öl auf Leinwand, 135 × 90 cm, Oslo Museum
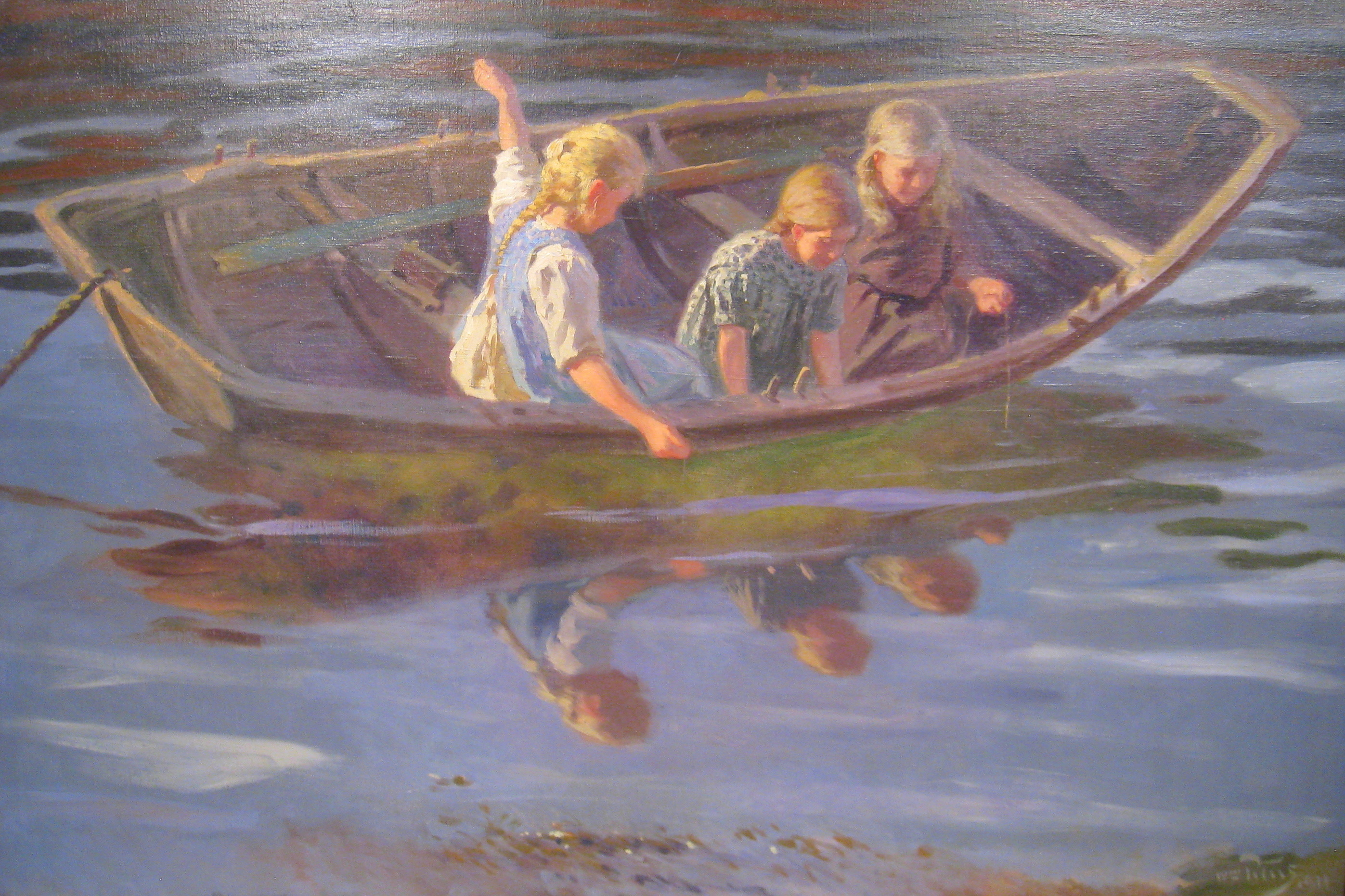
Krabbefiskere, 1910, Öl auf Leinwand, 149 × 97 cm, Norsk Maritimt Museum